# 미국 원자력위원회
미국 원자력 위원회(美國原子力委員會, 영어: United States Atomic Energy Commission, AEC)는 이전에 존재했던 미국 정부의 독립 행정 기관이다. 제2차 세계 대전 후 원자력 연구 및 기술 개발을 위해 원자력 에너지 문제가 군대에서 민간으로 넘어가게 되고, 1946년 8월 1일에 성립되었다.